# Спектор, Бейлон
Бейлон Спектор (англ. Baylon Spector; 20 октября 1998, Калхун, Джорджия) — профессиональный американский футболист, выступающий на позиции лайнбекера в клубе НФЛ «Баффало Биллс». На студенческом уровне играл за команду Клемсонского университета. Победитель студенческого национального чемпионата в сезоне 2018 года. На драфте НФЛ 2022 года был выбран в седьмом раунде.

## Биография
Бейлон Спектор родился 20 октября 1998 года в Калхуне в Джорджии. Там же окончил старшую школу, в составе футбольной команды которой играл на позициях лайнбекера и квотербека. В 2016 году он был включён в состав сборной звёзд штата по версии издания Atlanta Journal-Constitution. После окончания школы поступил в Клемсонский университет, где в разные годы также учились его отец, брат и сестра.

### Любительская карьера
Сезон 2017 года Спектор провёл в статусе освобождённого игрока, не принимая участия в официальных матчах команды. В 2018 году, когда «Клемсон Тайгерс» стали победителями национального чемпионата, он сыграл в пятнадцати матчах. В 2019 году в пятнадцати играх он сделал два сэка и подобрал фамбл. В полуфинале плей-офф, когда «Клемсон» обыграл «Огайо Стейт», Спектор установил личный рекорд, сделав семь захватов.
В 2020 году он стал одним из стартовых защитников команды. В двенадцати играх Спектор сделал 10,5 захватов с потерей ярдов и 4,5 сэка, а также стал лидером «Клемсона» по общему числу захватов. После матча с «Виргинией» он был признан лучшим защитником недели в NCAA. Перед началом сезона 2021 года он был выбран одним из капитанов команды. В двенадцати играх турнира Спектор сделал 2,5 сэка и первый в карьере перехват. В одном из матчей он сделал 19 захватов, побив не только свой лучший результат, но и рекорд команды при тренере Дабо Суини. Университет он закончил со степенью бакалавра в области маркетинга.

#### Статистика выступлений в NCAA
| Сезон | Команда         | Игры | Захваты | Захваты | Захваты | Захваты | Захваты | Перехваты | Перехваты | Перехваты | Перехваты | Перехваты | Фамблы | Фамблы | Фамблы | Фамблы |
| Сезон | Команда         | Игры | Solo    | Ast     | Tot     | Loss    | Sk      | Int       | Yds       | Y/R       | TD        | PD        | FR     | Yds    | TD     | FF     |
| ----- | --------------- | ---- | ------- | ------- | ------- | ------- | ------- | --------- | --------- | --------- | --------- | --------- | ------ | ------ | ------ | ------ |
| 2017  | Клемсон Тайгерс | —    | —       | —       | —       | —       | —       | —         | —         | —         | —         | —         | —      | —      | —      | —      |
| 2018  | Клемсон Тайгерс | 15   | 5       | 4       | 9       | 0,0     | 0,0     | 0         | 0         | 0,0       | 0         | 0         | 0      | 0      | 0      | 0      |
| 2019  | Клемсон Тайгерс | 15   | 22      | 22      | 44      | 7,5     | 2,0     | 0         | 0         | 0,0       | 0         | 0         | 1      | 0      | 0      | 0      |
| 2020  | Клемсон Тайгерс | 12   | 34      | 30      | 64      | 10,5    | 4,5     | 0         | 0         | 0,0       | 0         | 1         | 1      | 0      | 0      | 1      |
| 2021  | Клемсон Тайгерс | 12   | 36      | 38      | 74      | 3,5     | 2,5     | 1         | 3         | 3,0       | 0         | 1         | 1      | 0      | 0      | 0      |
| Всего | Всего           | 54   | 97      | 94      | 191     | 21,5    | 9,0     | 1         | 3         | 3,0       | 0         | 2         | 3      | 0      | 0      | 1      |

### Профессиональная карьера
Перед драфтом НФЛ 2022 года аналитик издания Bleacher Report Деррик Классен к сильным сторонам Спектора относил скорость, способность действовать по всей ширине поля и надёжность при захватах. Отмечал Классен и хорошие результаты игрока на преддрафтовом съезде скаутов, где он пробежал 40 ярдов за 4,6 секунды. Минусами Спектора назывались нехватка физической мощи, проблемы с выходом из блоков, ограниченные возможности игры в прикрытии и недостаточную решительность при действиях против выноса.
На драфте Спектор был выбран «Баффало Биллс» в седьмом раунде под общим 231-м номером. В мае он подписал с клубом четырёхлетний контракт.

#### Статистика выступлений в НФЛ

##### Регулярный чемпионат
| Сезон | Команда       | Игры | Захваты | Захваты | Захваты | Захваты | Захваты | Перехваты | Перехваты | Перехваты | Перехваты | Перехваты | Фамблы | Фамблы | Фамблы | Фамблы |
| Сезон | Команда       | Игры | Solo    | Ast     | Tot     | Loss    | Sk      | Int       | Yds       | Y/R       | TD        | PD        | FR     | Yds    | TD     | FF     |
| ----- | ------------- | ---- | ------- | ------- | ------- | ------- | ------- | --------- | --------- | --------- | --------- | --------- | ------ | ------ | ------ | ------ |
| 2022  | Баффало Биллс | 1    | 0       | 0       | 0       | 0       | 0,0     | 0         | 0         | 0,0       | 0         | 0         | 0      | 0      | 0      | 0      |
| Всего | Всего         | 1    | 0       | 0       | 0       | 0       | 0,0     | 0         | 0         | 0,0       | 0         | 0         | 0      | 0      | 0      | 0      |

* На 12 сентября 2022 года